# Сеља (лист)
Сеља (лист)  излазио је 1902. и 1905. године у Београду.

## О часопису
Шаљиви лист Сеља појавио се у Београду 17. марта 1902. године као ванредно издање Народног листа. Сава М. Шибалић је био власник и уредник листа. Излазио је до броја 22, 1903. године, а обновљен је 1905. године и кратко излазио, када је власник био Жив. Гаврило Перовић, а одговорни уредник Ђорђе М. Марјановић. Због текста у броју 10 и броју 36, одговорни уредник Исидор Риђачки био је кажњен затворском казном. 
1902. године штампао га је Ч. Стефановић, а 1905. године, П. Јоцковић. Димензије часописа: 43×30 цм, односно 49×34 цм.  

## Теме
Лист Сеља је објављивао занимљиве прилоге међу којима се истичу афоризми и карикатуре, које је цртао Драгутин Дамјановић. Највише су карикирани политичари Милован Миловановић и Никола Пашић.

### Карикатуре
Драгутин Дамјановић је цртао карикатуре за часопис 1902-1903, својим препознатљивим стилом, онако како је решавао портрете и композиције у Геџи (1892). Насловна вињета подсећа на Геџину "муљачу" из које испадају "измуљани" радикали, на челу са Николом Пашићем. И Милован Миловановић је цртан као у Геџи, као "ујкино дете", коме вири пешкирић отпозади као малом детету. 
Борба за власт Николе Пашића и Мише Вујића била је тема неколико карикатура.
Не зна се ко је био карикатуриста Сеље из 1905. године, али се зна да је био добра цртач.

### Афоризми
Афоризми у Сељи објављивани су у рубрици "Зврчке":

"Ту пре неки дан запитао је један посланик који је узгред био разрок једног сенатора: "Како иду ствари код вас?" Као што видиш одговори му сенатор".

"Ко може рећи да ми нисмо почели по нешто американски. Тако један жандармериски капетан у пензији, који је уредник и једног овдашњег "патриотског" листа објављује да израђује и сапун за вађење разних "флека".

"Сад тек разумемо зашто се неки наши нокташи радо крсте именом "патријоте". Пошто Патриј значи отаџбина, а оно "оте" мора да значи отимају од отаџбине".

## Сарадници
Сарадник листа био је Драгутин Дамјановић.

## Периодичност излажења
Лист Сеља излазио је четвртком и недељом 1902. и 1903. године (укупно 22 броја), а недељом, 1905. године.